# Семёнов, Павел Прокофьевич
Павел Прокофьевич Семёнов (1 января 1908, Нурма, Селенгушская волость, Лаишевский уезд, Казанская губерния, Российская империя — 5 мая 1990, Казань, Татарская АССР, РСФСР, СССР) — советский военный, партийный и государственный деятель. Министр внутренних дел Татарской АССР (1953—1954), председатель Комитета государственной безопасности при Совете министров Татарской АССР (1954—1957).

## Биография
Павел Прокофьевич Семёнов родился 1 января 1908 года в деревне Нурма Казанской губернии. Из семьи кучера, по национальности — русский.
В 1917—1926 годах трудился в своём хозяйстве в деревне Нурма. В 1927 году окончил курсы счётных работников в Казани, после чего уехал обратно на хозяйство в Нурму. В 1928—1929 годах работал счетоводом сельско-хозяйственного кредитного товарищества в селе Михайловка Бугульминского кантона, а затем счетоводом «Союзхлеба» в Бугульме. В 1929—1932 годах служил красноармейцем Арского кантонного военкомата. В 1931 году вступил в ВКП(б). В 1932 году работал заместителем ответственного редактора районной газеты в Арске (январь — июнь), а затем ответственным редактором областной комсомольской газеты «На штурм» в Казани (июнь — ноябрь). В дальнейшем занимал посты ответственного секретаря Елабужского районного комитета ВЛКСМ (ноябрь 1932 — ноябрь 1934), первого секретаря Бугульминского райкома ВЛКСМ (ноябрь 1934 — май 1937), заведующего отделом учащейся молодежи Татарского областного комитета ВЛКСМ (июнь — декабрь 1937), начальника отдела транспорта и сбыта конторы «Заготскот» в Казани (декабрь 1937 — апрель 1939), секретаря по кадрам Бауманского райкома ВКП(б) (апрель 1939 — апрель 1941), заместителем заведующего отделом кадров Казанского городского комитета ВКП(б) (апрель — июль 1941).
В начале Великой Отечественной войны был призван в армию Бауманским райвоенкоматом. В июне-августе 1941 года был слушателем Высших курсов усовершенствования политсостава Красной армии на станции Перхушково Московской области. В дальнейшем служил старшим инструктором – старшим политруком политического управления Брянского фронта (август 1941 — апрель 1942), начальником отделения кадров политотдела 8-й армии Брянского фронта (апрель 1942 — март 1944). В 1942 году получил звание батальонного комиссара, а в 1943 году повышен до майора. Затем был заместителем начальника политотдела 197-й стрелковой дивизии 3-й гвардейской армии 1-го Белорусского и 1-го Украинского фронтов (март 1944 — июль 1945), заместителем военного коменданта по политчасти провинции Бургенланд в Австрии при Центральной группе войск (июль 1945 — июль 1947).
После зачисления в резерв политуправления в звании полковника вернулся в Казань, где являлся инструктором отдела кадров Татарского обкома ВКП(б) (июль — сентябрь 1947), заведующим военным отделом Татарского обкома ВКП(б) (сентябрь 1947 — октябрь 1948), заместителем заведующего, а затем заведующим административным отделом Татарского обкома КПСС (октябрь 1948 — июль 1953). В 1953 году заочно окончил Высшую партийную школу при ЦК КПСС, после чего перешёл на работу в органы МВД–КГБ.
27 июля 1953 года был назначен на должность министра внутренних дел Татарской АССР, а 6 апреля 1954 года переведён на новоучреждённый пост председателя Комитета государственной безопасности при Совете министров Татарской АССР. 30 ноября 1957 года был снят с должности приказом КГБ при Совете министров СССР как «не обеспечивший руководства».
После отставки находился на пенсии. В 1959 году несколько месяцев проработал инженером по кадрам и спецработе стройтреста № 5 в Казани. В 1959—1973 годах — снова на пенсии. В 1973—1977 годах работал старшим инспектором по кадрам спецуправления подводно-технических работ № 4 треста «Союзподводгазстрой» в Казани. В 1977 году в очередной раз вышел на пенсию. Скончался 5 мая 1990 года в Казани и был похоронен в воинском секторе кладбища в Самосырово.

## Награды
- Орден Красного Знамени (8 апреля 1945 года)[9].
- Орден Отечественной войны II степени (17 августа 1944 года)[10].
- Орден Красной Звезды (27 января 1944 года)[11].
- Орден «Знак Почёта» (24 июня 1950 года)[1].
- Медаль «За боевые заслуги» (22 марта 1943 года)[12].
- Медаль «За победу над Германией в Великой Отечественной войне 1941—1945 гг.»[13], «За взятие Берлина»[14], «За освобождение Праги»[15].
- Другие медали, а также знак «50 лет пребывания в КПСС»[1].

## Личная жизнь
Жена — Антонина Павловна.